# Districte de Bilaspur
El districte de Bilaspur és una divisió administrativa de l'Índia a l'estat de Chhattisgarh, amb capital a Bilaspur (ciutat).
El districte ocupava inicialment la part nord de la divisió de Chhattisgarh a les Províncies Centrals, després Províncies Centrals i Berar i després Madhya Bharat i Madhya Pradesh. Incloïa entre 15 i 10 estats de tipus zamindari. Les ciutats principals eren Bilaspur (ciutat), Ratanpur i Mungeli i tenia 3.258 pobles.
Superfície:
1901: 21603 km²
1906: 19.689 km² (per separació de terrenys que van passar al districte de Drug, altres que van passar al districte de Raipur -incloent el zamindari de Tarenga -, i la integració el 1905 dels zamindaris de Chandarpur-Padampur i Malkhurda; van restar deu zamindaris amb 10.971 km² entre tots)
2005: 6.377 km²
Població:
1881: 1.017.327 (en 3714 pobles)
1891: 1.164.158 (1.045.096 dins els límits posteriors del 1906)
1901: 1.012.972 (917.240 dins els límits posteriors del 1906)

## Geografia
El riu principal era el Mahanadi. Altres rius el Son (Soane), i el Narbada. Entre les muntanyes les de Lormi i Lamni.

## Administració
El 1881, 1901 i 1906 apareix format per tres tahsils:
- Bilaspur
- Mungeli
- Janjgir

El tahsil de Bilaspur tenia 13157 km² i 472.682 habitants (1901) però fou reduí el 1906 perdent l'estat de Tarenga (al sud del riu Seonath, que va passar al districte de Raipur) i els estats de Korba, Chhuri, i Uprora, al nord del districte, que van passar al tahsil de Janjgir, i va quedar amb 8057 km² i 321.915 habitants, amb les ciutats de Bilaspur (18.937) i Ratanpur (5.479) i altres 1049 pobles. Els zamindaris de Pendra, Kenda Lapha, i Matin van restar al tehsil el 1906, i tenien entre els quatre 5118 km² i 92.394 habitants.
El 2006 estava format per 8 tehsils:
- Bilaspur
- Pendra Road
- Lormi
- Kota
- Mungeli
- Takhatpur
- Bilha
- Masturi.

El nombre total de pobles el 2006 era de 1635.

## Història
La història del districte està connectada a la dels reis rajputs Haihaivansi de Ratanpur i Raipur. El primer rei hauria estat Mayura Dhwaja, en temps mitològics amb Krishna. La successió de reis és fantasiosa i probablement poc fonamentada fins al segle xvi. Els territoris d'aquestos reis comprenien 36 garhs o fortaleses que s'anomenaven en conjunt Chhattisgarh (El lloc de les 36 fortaleses), i cada fort tenia una comarca dependent que tenia en feu parents o servidors dels reis; junts abraçaven part dels districtes de Raipur i Bilaspur en la seva extensió sota domini britànic i alguns sobrevisqueren en els zamindaris d'aquestos districtes.
A la pujada al tron del 20è raja, Surdeo, a l'entorn del 1000 (o 750), el país fou dividit en dues parts: una al nord pel fill gran Prithwideva amb seu a Ratanpur i una al sud pel seu germà petit amb seu a Raipur. Nou generacions després la branca de Raipur es va extingir i es va reunir altre cop a la de ratanpur. El raja 44è, Kalyan Sahi, va regnar vers 1536 a 1573 i en el seu govern es va estendre la influència musulmana. El raja va anar a Delhi deixant el govern de l'estat al seu fill, es va sotmetre a Akbar el Gran i va rebre un títol musulmà, retornant al cap de 8 anys; en aquest temps el rei tenia unes rendes de 9 lakhs el que indicava prosperitat, i un exèrcit de 14.200 homes dels quals 1000 eren cavallers i incloïa 116 elefants, tot i que el regne no havia estat objecte mai d'atacs externs. De les 18 divisions que s'han conservat, 11 eren terres khalsa i 7 zamindaris, mentre que 1 més, hauria estat cedida a Rewa pel Raja Dadu Rai vers 1480 com a dot per la seva filla; dos comarques més a l'oest, Pandaria i Kawarda, foren arrabassades a la dinastia gond de Mandla, la comarca de Korba fou arrabassada a Sarguja vers 1520, l'estat de Bilaigarh al sud del Mahanado amb les terres khalsa de Kikarda a l'est, foren arrabassades a Sambalpur vers 1580.
Vers 1700 era rei Raj Singh, que no tenia fills i la successió corresponia al seu besoncle Sardar Singh que no agradava a Raj; per això es va consultar als bramans i es va acordar que un braman visitaria a la rani i aquesta tindria un fill al cap dels mesos, que seria reconegut. Així fou i aquest fill fou Bisnath Singh; quan va arribar a l'edat es va casar amb la filla del raja de Dewa. En un incident de joc en el qual el príncep va fer trampes, la princesa va tirar en cara al príncep no ser "ni un braman ni un rajput"; el príncep avergonyit es va suïcidar. En revenja Raj Singh va fer matar tots els seus parents que vivien concentrats a Diwan Para (Plaça dels Ministres) bombardejant l'edifici. 400 persones van morir. Després d'això es va considerar successor a Mohan Singh, de la casa de Raipur però va desaparèixer en una casera. Mancat de successió el raja va posar la corona al cap de Sardar Singh i va morir pocs dies després; al cap de pocs dies va aparèixer Mohan Singh, però ja no va tenir opció a la corona. Sardar va governar 20 anys, fins a la seva mort el 1732, quan el va succeir el seu germà Raghunath Singh, un home de més de 60 anys.
El 1741 el regne fou envaït pel general maratha Bhaskar Pant amb 40000 homes. El raja regnant, Raghunath Singh, era ja molt vell i el seu únic fill havia mort, i no va poder o voler resistir als marathes. La dinastia es va acabar amb ell; els marathes van entrar a la capital i el rei es va rendir. El raja va poder conservar el govern com a vassall dels bhonsle de Nagpur. El govern maratha va anar encaminat a obtenir el màxim profit del país, cobrant les més altes taxes i impostos. Mentre Mohan Singh havia esdevingut favorit de Raghuji Bhonsla i quan Raghunath va morir, Mohan va rebre el nomenament com a raja del seu amic. El 1758 el govern fou concedit en feu a un fill segon de la família bhonsle de Nagpur, de nom Bimbaji Bhonsle, i va governar prop de 30 anys; quan va morir ver 1787, la seva vídua Anandi Bai va exercir l'autoritat fins vers el 1800.
Vers el 1800 foren subardars marathes els que van governar de facto fins al 1818. En aquestos anys hi van haver incursions dels pindaris combinades amb les exaccions dels subadars o els seus subordinats, que van arruïnar al país.
A la deposició d'Appa Sahib, el país va quedar en mans dels britànics. Sir Richard Jenkins va administrar els territoris en nom d'un raja menor d'edat, Raghuji III Bhonsle; el coronel Agnew fou nomenat superintendent de Chhattisgarh i la seva administració fou benefica en comparació a l'anterior. La capital fou traslladada de Ratanpur a Raipur. Greus fams es van patir el 1828-1829, 1834-1835 i 1845-1846. L'11 de desembre de 1853 va morir Raghuji III, i el seu principat per manca d'hereus havia de passar als britànics segons la doctrina del lapse i així l'administració dels territoris de Bilaspur fou transferida definitivament a la Companyia Britànica de les Índies Orientals amb la resta dels territoris de Nagpur. Bilaspur va formar el 1854 una subdivisió de la província de Nagpur, amb seu a Raipur.
El 1857 el districte va participar en la revolta especialment el zamindar de Sonakhan, que va fugir de la presó on estava confinat, i va agafar el comandament, però fou derrotat pel capità Lucie-Smith i capturat i executat i el seu estat confiscat i venut a un capitalista anglès. El 1861 quan es van crear les Províncies Centrals, es va formar el districte separat amb seu a Bilaspur a 25 km al nord de Ratanpur. Fams importants es van patir el 1868-1869 i 1899-1900.
El 25 de maig de 1998 el districte es va dividir en tres:
- Districte de Bilaspur
- Districte de Korba
- Districte de Janjgir-Champa

## Arqueologia
- Temple de Seorinarayan
- Temple de Kharod
- Dos temples a Janjgir
- Temple a Pali
- Escultures a Pendra
- Fortaleses de Kosgain, Kotgarh, Laphagarh i Malhar
- Amarkantak, font dels rius Narbada, Son i Johala, amb les muntanyes Maikala. Temple de Kama Mandira

## Llocs interessants
- Ratanpur amb un fort i algunes escultures
- Temples de Mallhar (Saravpur)
- Temple de Talagram
- Presa de Kuthaghat
- Llacuna de Belpan
- resclosa de Khadia

## Zamindaris
Els propietaris de vuit dels zamindaris pertanyien a la subcasta tawar de la tribu kawar; el zamindar de Bhatgaon era un binjhia, i els de Pandaria, Kanteli i Bilaigarh-Katgi eren gonds.
Els principals zamindaris foren: 
- Sakti
- Kawarda
- Tarenga
- Matin
- Uprora
- Chandarpur-Padampur
- Malkhurda;
- Pendra
- Kenda Lapha
- Sonakhan
- Bilaigarh

## Tribus
Gonds, kawars, bhaines, dhanwars, khairwars i baiges.